# Корсакувна, Лидия
Лидия Корсакувна (пол. Lidia Korsakówna; 1934—2013) — польская актриса театра, кино и телевидения.

## Биография
Родилась 17 января 1934 года в Барановичах. Дебютировала в театре в 1950 году, в 1951—1953 гг. певица в Государственным ансамблю песни и танца «Мазовия» (пол. «Mazowsze»). Актриса театров в Катовице и Варшаве. Выступала в спектаклях «театра телевидения» в 1963—1996 гг. Её мужем был актёр Казимеж Брусикевич.
Умерла 6 августа 2013 года.

## Избранная фильмография
- 1946 — Запрещённые песенки / Zakazane piosenki
- 1953 — Приключение на Мариенштате / Przygoda na Mariensztacie — Ганка Ручаювна
- 1954 — Карьера / Kariera — Тереса, дочь Росяков
- 1956 — Необыкновенная карьера / Nikodem Dyzma — проститутка в ресторане
- 1959 — Ёнс и Эрдме / Jons und Erdme
- 1961 — Приговор / Wyrok — Зофия Цилярская, мать Адася
- 1962 — Клуб холостяков / Klub kawalerów — Ядвига, жена Пёруновича
- 1962 — Мой старина / Mój stary — хозяйка собаки Мики
- 1963 — Взорванный мост / Zerwany most — Вера
- 1964 — Влюблённые среди нас / Zakochani są między nami — Лидка, певица
- 1965 — Один в городе / Sam pośród miasta — женщина в телефонной будке
- 1968 — Ставка больше, чем жизнь / Stawka większa niż życie — Жанна Моль (только в серии 11)
- 1972 — Путешествие за улыбку / Podróż za jeden uśmiech — женщина в кемпинге
- 1974 — Земля обетованная / Ziemia obiecana — вдова рабочего
- 1980 — Королева Бона / Królowa Bona — Марина, придворная дама
- 1985 — Девушки из Новолипок / Dziewczęta z Nowolipek — Моссаковская, мать Бронки
- 1986 — Чайки / Mewy (fragmenty życiorysu) — «тётка» Францишка Ковальская, опекунша Зоси
- 1989 — Горькая любовь / Gorzka miłość — тётка Ханны

## Признание
- 1970 — Золотой Крест Заслуги.
- 1979 — Офицерский крест Ордена Возрождения Польши.
- 1984 — Заслуженный деятель культуры Польши.
- 1985 — Медаль «40-летие Народной Польши».
- 2011 — Серебряная Медаль «За заслуги в культуре Gloria Artis».